# アヤックス・ケープタウンFC
ケープタウン・スパーズFC（Cape Town Spurs F.C.）は、南アフリカ共和国南西部の都市、ケープタウンのパロウ地区に本拠地を置くサッカークラブである。旧称はアヤックス・ケープタウン（Ajax Cape Town）。

## 歴史
それまでケープタウンにあったセブン・スターズ（Seven Stars）とケープタウン・スパーズ（Cape Town Spurs）の2クラブが合併したことにより、オランダのAFCアヤックスのフランチャイズクラブとして1999年1月に創設された。
2020年9月にアヤックスとの提携を終了し、ケープタウン・スパーズに改称した。

## タイトル

### 国内タイトル
- カップ：1回
  - 2007
- リーグカップ：2回
  - 2000, 2008
- MTN 8：1回
  - 2015

## 永久欠番
- 21 –  セシル・ロロ (ディフェンダー, 2009-2015)[5]

## 歴代在籍選手
- マシュー・ブース 1994-1998
- ベニー・マッカーシー 1996-1998
- スティーブン・ピーナール 1999-2001
- ジョン・ミケル・オビ 2004-2005
- ハンス・フォンク 2006-2008, 2009-2011